# Ágústa Eva Erlendsdóttir
Ágústa Eva Erlendsdóttir (28 juli 1982) is een IJslandse actrice en zangeres.
Ze was bandlid van de band Ske en begon in 2005 haar solocarrière als zangeres. Ze is wellicht het meest bekend als haar alter ego het controversiële karakter Silvía Nótt.
Ze maakte haar debuut op het witte doek in 2006 met de rol van Eva Lind in een film Mýrin, gebaseerd op het boek Noorderveen (Mýrin) van Arnaldur Indriðason.

## Filmografie
- Mýrin - Eva Lind (2006)
- Foreldrar (2007)
- Sveitabrúðkaup - Auður (2008)
- Bjarnfreðarson - jonge Bjarnfreður (2008)
- Tangled - Rapunzel (IJslandse versie) (2010)
- Kurteist fólk - Margrét (2011)
- Borgríki - Andrea (2011)
- Ávaxtakarfan - Eva Appelsína (2012)
- Frozen - Elsa (IJslandse versie) (2013)
- Borgríki 2 - Andrea (2014)
- Bakk - Inga Magga (2015)
- Frozen Fever - Elsa (IJslandse versie) (korte film, 2015)
- Ég man þig - Líf (2017)
- Olaf's Frozen Adventure - Elsa (IJslandse versie) (korte film, 2017)
- Frozen II - Elsa (IJslandse versie) (2019)
- Zack Snyder's Justice League - jonge IJslandse vrouw (2021)

- Biblioteca Nacional de España: XX5132753
- Gemeinsame Normdatei: 1072658151
- International Standard Name Identifier: 0000 0003 7468 4794
- Library of Congress Control Number: no2018082963
- MusicBrainz: 563e5ff0-18f6-44f7-9c41-8560480758fa
- Système universitaire de documentation: 149974086
- Virtual International Authority File: 186767658
- WorldCat: E39PBJvMBTq9MtmMj4GM8XCWjC